# Zwartborstmuggeneter
De zwartborstmuggeneter (Conopophaga snethlageae) is een zangvogel uit de familie Conopophagidae (muggeneters). De vogel werd in 1912 door de Duitse vogelkundige Hans Graf von Berlepsch geldig als soort beschreven. De wetenschappelijke naam is een eerbetoon aan de natuuronderzoekster Emilie Snethlage. Lange tijd werd dit taxon als ondersoort van de cayennemuggeneter (C. aurita) beschouwd.

## Verspreiding en leefgebied
Deze soort komt voor in het Amazonegebied van Brazilië en telt twee ondersoorten:
- C. s. snethlageae: centraal Brazilië.
- C. s. pallida: noordoostelijk Brazilië.

## Status
De grootte van de populatie is niet gekwantificeerd maar de soort wordt omschreven als schaars. Op de Rode lijst van de IUCN heeft deze soort de status niet bedreigd.